# Cruciata
Genre
Cruciata est un genre de plantes de la famille des Rubiacées.

## Liste d'espèces
Selon BioLib (23 mai 2023) :
- Cruciata articulata (L.) Ehrend.
- Cruciata elbrussica (Pobed.) Pobed.
- Cruciata laevipes Opiz
- Cruciata mixta Ehrend. & Schönb.-Tem.
- Cruciata pedemontana (Bellardi) Ehrend.
- Cruciata taurica (Pall. ex Willd.) Ehrend.
- Cruciata valentinae (Galushko) Galushko
- Cruciata verna (Scop.) Gutermann & Ehrend.

Selon ITIS (23 mai 2023) :
- Cruciata laevipes Opiz
- Cruciata pedemontana (Bellardi) Ehrend.

Selon NCBI (23 mai 2023) :
- Cruciata articulata (L.) Ehrend., 1958
- Cruciata glabra (L.) Ehrend.
- Cruciata laevipes Opiz
- Cruciata pedemontana (Bellardi) Ehrend.
- Cruciata taurica (Pall. ex Willd.) Ehrend.
- Cruciata verna (Scop.) Gutermann & Ehrend.

Selon The Plant List (23 mai 2023) :
- Cruciata articulata (L.) Ehrend.
- Cruciata elbrussica (Pobed.) Pobed.
- Cruciata glabra (L.) Opiz
- Cruciata grecescui (Prodán) Soó
- Cruciata laevipes Opiz
- Cruciata mixta Ehrend. & Schönb.-Tem.
- Cruciata pedemontana (Bellardi) Ehrend.
- Cruciata pseudopolycarpa Pobed.
- Cruciata taurica (Pall. ex Willd.) Ehrend.
- Cruciata valentinae (Galushko) Galushko

Selon Tropicos (23 mai 2023) (Attention liste brute contenant possiblement des synonymes) :
- Cruciata armeniaca Mikheev
- Cruciata articulata (L.) Ehrend.
- Cruciata balcanica Ehrend.
- Cruciata braunii Pobed.
- Cruciata chersonensis Ehrend.
- Cruciata ciliata Opiz
- Cruciata coronata (Sm.) Ehrend.
- Cruciata elbrussica Pobed.
- Cruciata glabra (L.) Opiz
- Cruciata hirsuta (Gilib.) Fourr.
- Cruciata humifusa (Willd.) Mikheev
- Cruciata kopetdaghensis (Pobed.) Pobed.
- Cruciata krylovii Pobed.
- Cruciata laevipes Opiz
- Cruciata mixta Ehrend. & Schönb.-Tem.
- Cruciata neotaurica Pobed.
- Cruciata pedemontana (Bellardi) Ehrend.
- Cruciata pseudopolycarpa Pobed.
- Cruciata pseudopolycarpon (Sommier & Levier) Pobed.
- Cruciata rugosa (Galushko) Galushko
- Cruciata schischkinii Pobed.
- Cruciata sevanensis Pobed.
- Cruciata sosnowskyi (Manden.) Pobed.
- Cruciata taurica (Pall. ex Willd.) Ehrend.
- Cruciata valentinae Galushko
- Cruciata verticillata Gilib.
- Cruciata × grecescui (Prodán) Soó